# Chris Leben
Christian Cyrus Leben (Portland, 21 luglio 1980) è un ex lottatore di arti marziali miste statunitense.
È stato campione dei pesi medi nell'organizzazione WEC e si mise in luce nella UFC grazie alla stagione inaugurale del reality show The Ultimate Fighter. Passato alla federazione vera e propria vinse cinque incontri consecutivi prima di venire sconfitto per KO dal futuro campione Anderson Silva.
Si è ritirato nel 2014 con un record parziale nella promozione di 12-10 e un record totale di carriera di 22-11.

## Carriera nelle arti marziali miste

### The Ultimate Fighter
Leben è stato uno dei lottatori più controversi della prima stagione di The Ultimate Fighter a causa della sua personalità ruvida e malinconica: nel primo episodio, mentre era ubriaco, orinò nel letto del futuro compagno di squadra Jason Thacker e rubò il suo cuscino. Una notte, mentre tutti nella tenuta stavano bevendo, un altro partecipante, Bobby Southworth, lo chiamò "fatherless bastard" (bastardo senza padre) dal momento che il padre di Chris era stato assente per tutta la sua infanzia; Leben iniziò a singhiozzare e a ferirsi da solo necessitando del conforto degli altri partecipanti prima che Southworth si scusasse. Dopo che un'infuocata discussione tra Josh Koscheck e Southworth precipitò, questi spruzzarono un Leben addormentato con la gomma per innaffiare e Chris, nell'inseguirli nella tenuta, ruppe il vetro di una finestra con un pugno: dopo un confronto il presidente UFC Dana White sancì un match tra Leben e Koscheck, che Leben perse per decisione unanime rimanendo visibilmente contrariato.
Nel seguito dello show il suo compagno di squadra Nate Quarry fu eliminato a causa di un infortunio alla caviglia e fu deciso che egli avrebbe dovuto scegliere un lottatore precedentemente eliminato per sostituirlo: Quarry scelse Leben, che fu in seguito sconfitto da Kenny Florian nella prima semifinale per KO tecnico dovuto allo stop del medico (Florian aveva aperto una ferita sopra l'occhio dell'avversario).

### UFC
Il 9 aprile 2005 Leben combatté contro Jason Thacker nella card preliminare della finale di The Ultimate Fighter. Dopo aver scoperto che Leben aveva orinato sul suo letto, Thacker chiese a White un incontro con Leben durante la finale. Il match fu sancito e Leben vinse dopo 95 secondi del primo round per KO; in seguito Chris si scusò con Thacker per aver urinato nel suo letto dicendo di aver smesso di bere dopo quell'incidente. Dopo il primo incontro Leben ottenne una striscia di vittorie consecutive contro Patrick Côté, Edwin Dewees per sottomissione, mandando KO al primo round Jorge Rivera e per decisione unanime contro Luigi Fioravanti.
La prima sconfitta giunse contro il campione Anderson Silva a UFC Ultimate Fight Night 5 il 28 giugno 2006 per KO dopo 49 secondi nel primo round. Leben si riprese subito dalla sconfitta patita battendo ad UFC Fight Night 6 il 17 agosto 2006 Jorge Santiago per KO tecnico dopo 35 secondi dall'inizio della seconda ripresa. Giunsero in seguito due sconfitte consecutive contro il canadese Jason MacDonald per sottomissione a UFC 66 e da Kalib Starnes a UFC 71 per decisione non unanime il 26 maggio 2007. Ad Ultimate Fighter Season 1 reunion Leben sconfisse Terry Martin mentre ad UFC 82 ebbe la meglio su Alessio Sakara vincendo il premio Knockout of the Night.
Il 30 aprile 2008 Leben fu arrestato in Oregon dallo sceriffo di Clackamas County per guida in stato di ebbrezza e condannato a 35 giorni di carcere spostando il suo match contro Michael Bisping da UFC 85 a UFC 89 perdendo per decisione unanime. Dopo questo combattimento Chris fu trovato positivo allo Stanozol, squalificato per nove mesi e multato di un terzo del guadagno dello show. Leben ammise di aver fatto uso della sostanza per diversi mesi.
Al ritorno nell'ottagono a UFC 102 a Portland fu sconfitto da Jake Rosholt per sottomissione al terzo round. In seguito affrontò e sconfisse Jay Silva l'11 gennaio 2010 ad UFC Fight Night 20 vincendo per decisione unanime. A The Ultimate Fighter: Team Liddell vs. Team Ortiz Finale, Chris sconfisse Aroon Simpson per KO tecnico al secondo round. Dopo due sole settimane Chris prese il posto di Wanderlei Silva, che aveva riportato due costole rotte, ad UFC 116 contro Yoshihiro Akiyama. Leben vinse per sottomissione in quello che è considerato il miglior incontro della sua carriera ed uno dei migliori match dell'anno. Leben vinse il premio Comeback Fighter of the Year per il 2010 da parte di Sherdog.com.
Il 20 ottobre 2010 venne nuovamente arrestato per sospetta guida in stato di ebbrezza a Honolulu dopo aver causato un incidente stradale e rilasciato su cauzione.
Il 2011 inizia affrontando il primo gennaio Brian Stann ad UFC 125 perdendo per KO nella prima ripresa. Dopo il match il coach di Leben, Burton Richardson, affermò che la causa della scarsa prestazione del suo assistito poteva essere causata da un malessere avuto prima dell'incontro, non negando tuttavia la grande performance di Stann e promettendo che Chris sarebbe tornato quello di un tempo. Il 4 aprile 2011 viene sancito che il prossimo avversario di Leben sarebbe stato Wanderlei Silva ad UFC 132. Qui Chris vinse uno dei match più prestigiosi della propria carriera mandando KO Silva dopo soli 27 secondi dall'inizio del combattimento, risultando il suo KO più veloce di sempre. Ad UFC 138 il 5 novembre 2011 affrontò Mark Muñoz in un match che avrebbe sancito il probabile primo sfidante del campione Anderson Silva imbattuto ormai da cinque anni. Il match, che fu il primo main event non titolato della storia a disputarsi al meglio delle cinque riprese, venne interrotto dopo la fine della seconda ripresa a causa del copioso sanguinare di Leben dall'arcata sopraccigliare e la vittoria andò a Muñoz.

### Squalifica per doping, ritorno e ritiro
Il 29 novembre 2011 l'UFC rende noto che, a seguito del match con Muñoz, Leben ha fallito un test antidoping risultando positivo a due diverse sostanze proibite. Il lottatore viene così squalificato per un anno dalla federazione, col presidente Dana White che pur dimostrando comprensione per la situazione di Chris si dimostra inflessibile mentre lo stesso Leben non nega l'abuso di sostanze proibite scusandosi con la federazione e i propri tifosi.
Torna a lottare il 29 dicembre 2012 contro l'ex Strikeforce Derek Brunson, il quale sostituiva l'infortunato Karlos Vemola: il ritorno è sfortunato e Leben viene meritatamente sconfitto ai punti da Brunson.
Nel luglio 2013 viene sconfitto ai cartellini anche dal carneade Andrew Craig, capitolando per la terza volta consecutiva.
La quarta sconfitta arrivò in dicembre contro l'atletico striker Uriah Hall, il quale mandò al tappeto Leben negli ultimi secondi del primo round senza però riuscire a mettere KO il nativo di Portland, ma durante la pausa tra la prima e la seconda ripresa Leben decise di ritirarsi a causa dei colpi subiti durante la frazione finale del primo round.
Nel gennaio 2014 Leben annunciò il suo ritiro dallo sport, mettendo fine ad una carriera che durava da ben 11 anni, 8 dei quali spesi in UFC con un record parziale nella promozione di 12 vittorie e 10 sconfitte.

## Risultati nelle arti marziali miste
Gli incontri segnati su sfondo grigio si riferiscono ad incontri di esibizione non ufficiali o comunque non validi per essere integrati nel record da professionista.
| Risultato | Record | Avversario        | Metodo                               | Evento                                                   | Data              | Round | Tempo | Città                   | Note                                    |
| --------- | ------ | ----------------- | ------------------------------------ | -------------------------------------------------------- | ----------------- | ----- | ----- | ----------------------- | --------------------------------------- |
| Sconfitta | 22-11  | Uriah Hall        | KO Tecnico (ritiro)                  | UFC 168: Weidman vs. Silva 2                             | 28 dicembre 2013  | 1     | 5:00  | Las Vegas, Stati Uniti  |                                         |
| Sconfitta | 22-10  | Andrew Craig      | Decisione (non unanime)              | UFC 162: Silva vs. Weidman                               | 6 luglio 2013     | 3     | 5:00  | Las Vegas, Stati Uniti  |                                         |
| Sconfitta | 22-9   | Derek Brunson     | Decisione (unanime)                  | UFC 155: Dos Santos vs. Velasquez II                     | 29 dicembre 2012  | 3     | 5:00  | Las Vegas, Stati Uniti  |                                         |
| Sconfitta | 22–8   | Mark Muñoz        | KO Tecnico (stop medico)             | UFC 138: Leben vs. Muñoz                                 | 5 novembre 2011   | 2     | 5:00  | Birmingham, Regno Unito |                                         |
| Vittoria  | 22–7   | Wanderlei Silva   | KO (pugni)                           | UFC 132: Cruz vs. Faber                                  | 2 luglio 2011     | 1     | 0:27  | Las Vegas, Stati Uniti  |                                         |
| Sconfitta | 21–7   | Brian Stann       | KO Tecnico (colpi)                   | UFC 125: Resolution                                      | 1º gennaio 2011   | 1     | 3:37  | Las Vegas, Stati Uniti  |                                         |
| Vittoria  | 21–6   | Yoshihiro Akiyama | Sottomissione (triangolo)            | UFC 116: Lesnar vs. Carwin                               | 3 luglio 2010     | 3     | 4:40  | Las Vegas, Stati Uniti  |                                         |
| Vittoria  | 20–6   | Aaron Simpson     | KO Tecnico (pugni)                   | The Ultimate Fighter: Team Liddell vs. Team Ortiz Finale | 19 giugno 2010    | 2     | 4:17  | Las Vegas, Stati Uniti  |                                         |
| Vittoria  | 19–6   | Jay Silva         | Decisione (unanime)                  | UFC Fight Night: Maynard vs. Diaz                        | 11 gennaio 2010   | 3     | 5:00  | Fairfax, Stati Uniti    |                                         |
| Sconfitta | 18–6   | Jake Rosholt      | Sottomissione (triangolo di braccio) | UFC 102: Couture vs. Nogueira                            | 29 agosto 2009    | 3     | 1:30  | Portland, Stati Uniti   |                                         |
| Sconfitta | 18–5   | Michael Bisping   | Decisione (unanime)                  | UFC 89: Bisping vs. Leben                                | 18 ottobre 2008   | 3     | 5:00  | Birmingham, Regno Unito |                                         |
| Vittoria  | 18–4   | Alessio Sakara    | KO Tecnico (pugni)                   | UFC 82: Pride of a Champion                              | 1º marzo 2008     | 1     | 3:16  | Columbus, Stati Uniti   |                                         |
| Vittoria  | 17–4   | Terry Martin      | KO (pugno)                           | UFC Fight Night: Thomas vs Florian                       | 19 settembre 2007 | 3     | 3:56  | Las Vegas, Stati Uniti  |                                         |
| Sconfitta | 16–4   | Kalib Starnes     | Decisione (unanime)                  | UFC 71: Liddell vs. Jackson                              | 26 maggio 2007    | 3     | 5:00  | Las Vegas, Stati Uniti  |                                         |
| Sconfitta | 16–3   | Jason MacDonald   | Sottomissione (ghigliottina)         | UFC 66: Liddell vs. Ortiz                                | 30 dicembre 2006  | 2     | 4:03  | Las Vegas, Stati Uniti  |                                         |
| Vittoria  | 16–2   | Jorge Santiago    | KO (pugno)                           | UFC Fight Night 6                                        | 17 agosto 2006    | 2     | 0:35  | Las Vegas, Stati Uniti  |                                         |
| Sconfitta | 15–2   | Anderson Silva    | KO (ginocchiata)                     | UFC Ultimate Fight Night 5                               | 28 giugno 2006    | 1     | 0:49  | Las Vegas, Stati Uniti  |                                         |
| Vittoria  | 15–1   | Luigi Fioravanti  | Decisione (unanime)                  | UFC Ultimate Fight Night 4                               | 6 aprile 2006     | 3     | 5:00  | Las Vegas, Stati Uniti  |                                         |
| Vittoria  | 14–1   | Jorge Rivera      | KO Tecnico (pugni)                   | UFC Ultimate Fight Night 3                               | 16 gennaio 2006   | 1     | 1:44  | Las Vegas, Stati Uniti  |                                         |
| Vittoria  | 13–1   | Edwin Dewees      | Sottomissione (armbar)               | UFC Ultimate Fight Night 2                               | 3 ottobre 2005    | 1     | 3:26  | Las Vegas, Stati Uniti  |                                         |
| Vittoria  | 12–1   | Patrick Côté      | Decisione (non unanime)              | UFC Ultimate Fight Night                                 | 5 agosto 2005     | 3     | 5:00  | Las Vegas, Stati Uniti  |                                         |
| Vittoria  | 11–1   | Jason Thacker     | KO Tecnico (pugni)                   | The Ultimate Fighter 1 Finale                            | 9 aprile 2005     | 1     | 1:35  | Las Vegas, Stati Uniti  | Debutto in UFC                          |
| Sconfitta | NU     | Kenny Florian     | KO Tecnico (stop medico)             | The Ultimate Fighter 1                                   | 21 marzo 2005     | 2     | 3:11  | Las Vegas, Stati Uniti  | Torneo dei Pesi Medi TUF 1, Semifinale  |
| Sconfitta | NU     | Josh Koscheck     | Decisione (unanime)                  | The Ultimate Fighter 1                                   | 21 febbraio 2005  | 2     | 5:00  | Las Vegas, Stati Uniti  | Torneo dei Pesi Medi TUF 1, Primo turno |
| Vittoria  | 10–1   | Benji Radach      | KO Tecnico (mascella rotta)          | SF 4: Fight For Freedom                                  | 26 giugno 2004    | 3     | 3:43  | Gresham, Stati Uniti    |                                         |
| Sconfitta | 9–1    | Joe Doerksen      | Decisione (unanime)                  | Freestyle Fighting Championships 9                       | 14 maggio 2004    | 3     | 5:00  | Biloxi, Stati Uniti     |                                         |
| Vittoria  | 9–0    | Justin Davis      | KO (pugno)                           | SF 3: Dome                                               | 17 aprile 2004    | 1     | 1:54  | Gresham, Stati Uniti    |                                         |
| Vittoria  | 8–0    | Boyd Ballard      | KO (pugni)                           | UFCF: Night of Champions                                 | 31 gennaio 2004   | 1     | 1:50  | Lynnwood, Stati Uniti   |                                         |
| Vittoria  | 7–0    | Mike Swick        | KO (pugno)                           | WEC 9: Cold Blooded                                      | 16 gennaio 2004   | 2     | 0:45  | Lemoore, Stati Uniti    | Vince il titolo dei Pesi Medi WEC       |
| Vittoria  | 6–0    | James Fanshier    | Decisione (unanime)                  | Gladiator Challenge 20                                   | 13 novembre 2003  | 3     | 5:00  | Colusa, Stati Uniti     |                                         |
| Vittoria  | 5–0    | Brian Sleeman     | Sottomissione (armbar)               | WEC 8: Halloween Fury 2                                  | 17 ottobre 2003   | 1     | 3:15  | Lemoore, Stati Uniti    | Debutto in WEC                          |
| Vittoria  | 4–0    | Boyd Ballard      | Sottomissione (armbar)               | UFCF: Night of Champions                                 | 11 ottobre 2003   | 1     | 2:18  | Lynnwood, Stati Uniti   |                                         |
| Vittoria  | 3–0    | Landon Showalter  | Decisione (unanime)                  | TQP: Sport Fight "Second Coming"                         | 23 agosto 2003    | 3     | 5:00  | Gresham, Stati Uniti    |                                         |
| Vittoria  | 2–0    | Otto Olson        | KO (pugno)                           | UFCF: Battle in Seattle                                  | 26 luglio 2003    | 1     | 2:01  | Seattle, Stati Uniti    |                                         |
| Vittoria  | 1–0    | Bryce Hamilton    | Sottomissione (ghigliottina)         | UFCF: Everett Extreme Challenge 6                        | 9 novembre 2002   | 1     | 2:45  | Everett, Stati Uniti    |                                         |